# Quinn Slobodian

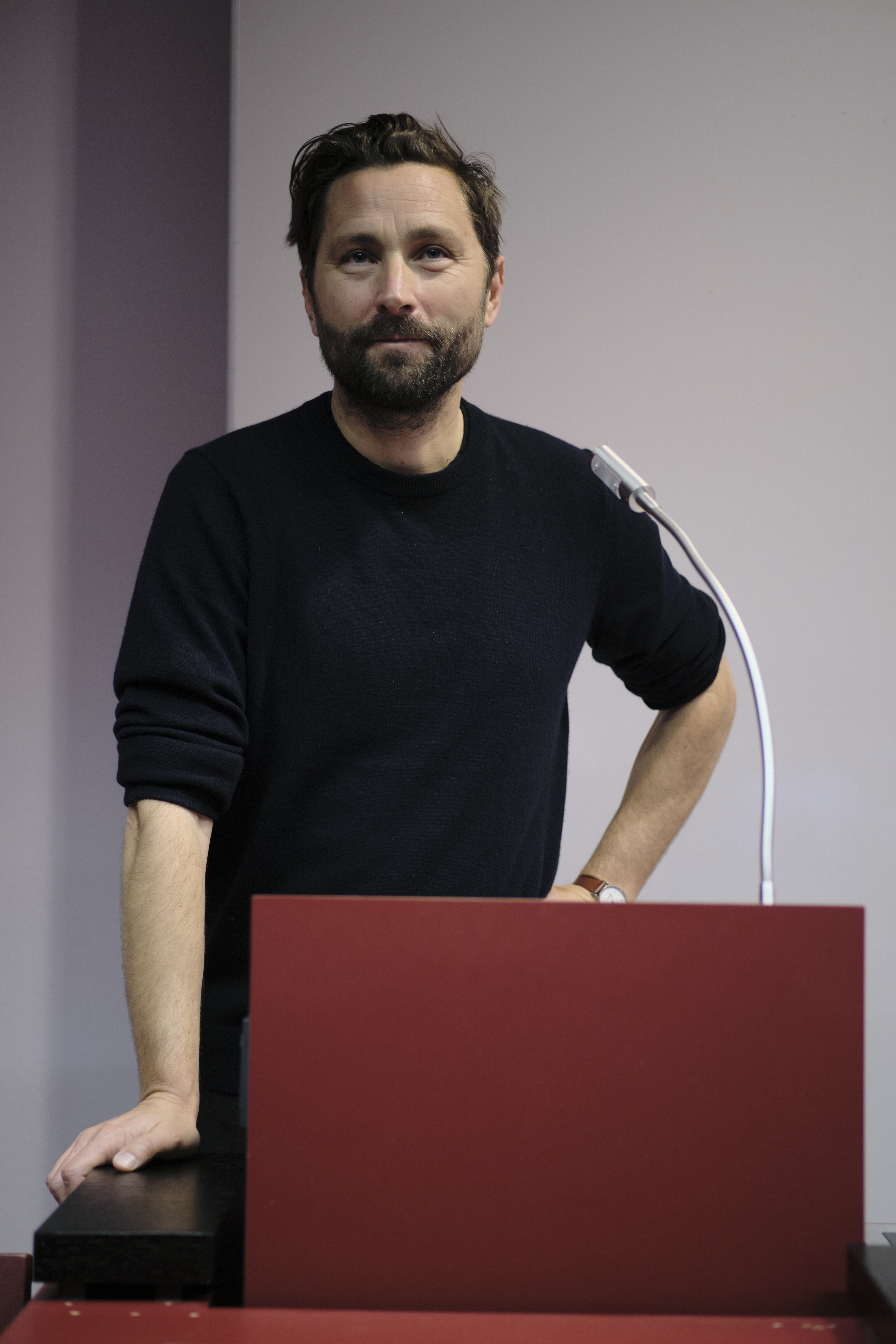
Quinn Slobodian (2023)

Quinn E. Slobodian (* 1978 in Edmonton) ist ein kanadischer Historiker, der zur Zeitgeschichte und Globalisierung forscht und seit 2024 als Professor an der Boston University lehrt.

## Leben
Slobodian begann das Studium der Geschichtswissenschaft mit einem Stipendium am Lewis & Clark College in Portland (Oregon) und schloss 2000 mit dem Bachelor ab. 2008 promovierte er an der  State University of New York in Modern History. 
Zwischen 2013 und 2014 war Slobodian Fellow am Dahlem Humanities Centers der Freien Universität Berlin. Seine 2015 aufgenommene Lehrtätigkeit am Wellesley College unterbrach er 2017 für ein Jahr als Residential Fellow am Weatherhead Center for International Affairs der Harvard University. Seit 2024 ist Slobodian Professor für Internationale Geschichte an der Boston University. Im gleichen Jahr war er Gastprofessor der Universität Roma III.

## Werk
Seine Forschungsgebiete sind die Geschichte des Neoliberalismus und die Epoche des Kalten Krieges.
Sein Buch über den Crack-Up Capitalism („Zersplitterungskapitalismus“, 2023, S. 15) analysiert, wie Finanzmagnaten wie Peter Thiel sich den nationalen Regulierungen durch die Politik zunehmend entziehen. Die moderne Welt sei einerseits zunehmend vernetzt und zugleich zunehmend fragmentiert durch die Bildung abgeschottener Zonen, die durch „sanfte Sezession“ dem Einfluss der Nationalstaaten und ihrer Regierungen entzogen seien: „Wir können austreten, indem wir unsere Kinder aus dem staatlichen Schulsystem nehmen, unser Geld in Gold oder Kryptowährungen tauschen, in Länder mit niedrigeren Steuern umziehen, uns einen zweiten Reisepass zulegen und uns in einem Steuerparadies niederlassen.“ In den USA sind inzwischen viele neue Siedlungen eingezäunte Planstädte, global gibt es sie von Lagos über Buenos Aires bis Indien, oft neben Sonderwirtschaftszonen. Es gehe darum, „Löcher in das soziale Gewebe zu bohren, auszusteigen und dem Kollektiv den Rücken zu kehren“. (S. 17) Es gehe um einen „Kapitalismus ohne Demokratie“ anders als in der bisherigen Erzählung des Westens. Ein erstes historisches Beispiel sei die Sonderverwaltungszone Hongkong unter britischer Herrschaft gewesen, für die Zukunft könnten auch künstliche Inseln erwogen werden, wie Patri Friedman im Auftrag Thiels 2009 erläuterte. Dieser Enkel Milton Friedmans führte die Vision einer demokratiefreien Wirtschaft weiter aus, wo Sozialprogramme den freien Markt weniger belasten würden. Bei der Tagung der Mont Pèlerin Society in Hongkong 1978 (S. 39) sei diese Idee entstanden. Das Basic Law der neuen Machthaber aus der Volksrepublik China lese sich wie ein „Auszug aus Milton Friedman“ (S. 47).

### Kritik
In einer Rezension von Kapitalismus ohne Demokratie geht Marc Buggeln von der Darstellung Slobodians aus, wie eine neue Generation von Neoliberalen den Nationalstaat angreife. Er kritisiert, dass der Autor kaum Archivmaterialien verwendet habe, sondern sich vor allem auf Literatur und Presseartikel stütze. Außerdem bündele er seine Erkenntnisse nicht und liefere keine Thesen, sodass unklar bleibe, ob er die libertären Zonenpläne und Vorstellungen zur Entstaatlichung für wenig erfolgreich halte oder in ihnen eine reale Gefahr für die moderne Staatenwelt und ihre Ordnung sehe. Trotzdem erachtet der Rezensent das Buch als lesenswert.

## Ehrungen
Slobodian ist 2019 für sein Werk Globalists mit dem von der American Historical Association (AHA) verliehenen George Louis Beer Prize ausgezeichnet worden.
Das britische Magazin Prospect nannte ihn als einen der World’s 25 Top Thinkers 2024.

## Veröffentlichungen (Auswahl)

### Autor
- Foreign Front: Third World Politics in Sixties West Germany, Durham, NC: Duke University Press, March 2012, ISBN 978-0-82235-18-49
- The Maoist Enemy: China's Challenge in 1960s East Germany, In: Journal of Contemporary History, 51, 3, S. 635-659, 2015, doi: https://doi.org/10.1177/0022009415580143
- Guerrilla Mothers and Distant Doubles: West German Feminists Look at China and Vietnam, 1968–1982, In: Zeithistorische Forschungen - Studies in Contemporary History, 12, 1, S. 39–65, Potsdam 2015, online: Artikel
- mit Dieter Plehwe: Landscapes of Unrest: Herbert Giersch and the Origins of Neoliberal Economic Geography. In: Modern Intellectual History, online, 22. August 2017, doi:10.1017/S1479244317000324
- Globalists: The End of Empire and the Birth of Neoliberalism, Cambridge, MA: Harvard University Press, April 2018
  - deutsch: Globalisten: Das Ende der Imperien und die Geburt des Neoliberalismus, Suhrkamp, Berlin 2019, ISBN 978-3-51876-30-32
- Crack-Up Capitalism: Market Radicals and the Dream of a World Without Democracy, New York: Metropolitan 2023
  - deutsch: Kapitalismus ohne Demokratie. Wie Marktradikale die Welt in Mikronationen, Privatstädte und Steueroasen zerlegen wollen.[9] Aus dem Englischen von Stephan Gebauer, Suhrkamp, Berlin 2023, ISBN 978-3-518-43146-7 (auch BPB Schriftenreihe, Bd. 11112)
- Hayek’s Bastards: Race, Gold, IQ, and the Capitalism of the Far Right, Princeton: Zone Books 2025, ISBN 978-1-89095-19-17[10]

### Herausgeber
- Comrades of Color: East Germany in the Cold War World, New York: Berghahn Books, December 2015, ISBN 9781782387053.
- Dieter Plehwe, Quinn Slobodian, Philip Mirowski (Hrsg.): Nine Lives of Neoliberalism. Verso 2020, ISBN 9781788732536.